# Соснувка (Любартовський повіт)
Соснувка (пол. Sosnówka) — село на сході Польщі, у гміні Абрамів Любартівського повіту Люблінського воєводства.
Населення — 286 осіб (2011).
Розташоване на відстані 20 км від Любартова, і 31 км від Любліна, та 3 на північ від Абрамова.

## Історія
У 1975—1998 роках село належало до Люблінського воєводства.

## Демографія
Демографічна структура станом на 31 березня 2011 року:
|          | Загалом | Допрацездатний вік | Працездатний вік | Постпрацездатний вік |
| -------- | ------- | ------------------ | ---------------- | -------------------- |
| Чоловіки | 145     | 23                 | 103              | 19                   |
| Жінки    | 141     | 24                 | 76               | 41                   |
| Разом    | 286     | 47                 | 179              | 60                   |